# Konkludent handlande
Konkludent handlande är en term inom juridikens avtalsrättsliga område och avser ett av flera sätt på vilket ett avtal kan slutas.
Avtal genom konkludent handlande sluts när inget formellt avtal träffats mellan parterna, men när dessa agerar som om ett avtal existerar.
Normalt sluter varje människa en mängd avtal genom konkludent handlande i sitt vardagliga liv, exempelvis genom att kliva på bussen och därigenom vara skyldig att köpa biljett.
Att tänka på är att man även genom passivitet kan bli bunden i avtal genom konkludent handlande. Att exempelvis ha ingått ett arbete med en annan part, utan att ha ingått ett skriftligt avtal om detta, men de faktiska omständigheterna talar för att ett avtal föreligger, innebär detta att man blir tvungen att betala för att man inte i tid påtalat att något avtal inte slutits.